# Sötét jóslat
A Sötét jóslat (eredeti cím: Dark Oracle) 2004-től 2006-ig futott kanadai vegyes technikájú tévéfilmsorozat, amely valós díszletekkel élőszereplős, és 3D-s számítógépes animációs jelenetekkel készült. Kanadában a YTV, Magyarországon a Jetix, az M1 és a Megamax sugározta.

## Ismertető
A történet főhőse egy 15 éves ikertestvérpár, Cally Stone és Lance Stone. Egy napon váratlanul egy érdekes könyvet találnak, amely különböző dolgokat mutat meg a jövőjükkel kapcsolatban. Kezdetben szórakoztatónak és jópofának tűnő játéknak néz ki, de közben kezd folyamatosan veszélyesebbé válni. A jelek egyre inkább baljósabbak és sötétebbek. Nemsokára a könyv az ikerpárt egészen bekebelezi és hatalmába keríti. Egy annyira félelmetes, bizonytalan és veszélyeket rejtő világba viszi őket, ahonnan azt gondolják sosincs kiút. Cally és Lance az idő teltével rádöbbennek, hogy a Sötét Jóslat olyan rejtett kódokkal is rendelkezik, amiket ha követnek és valóra váltanak, azzal a létezésüket tehetik kockára.

## Szereplők
| Szereplő    | Színész           | Magyar hang                | Magyar hang                           | Leírás |
| Szereplő    | Színész           | 1. magyar változat (Jetix) | 2. magyar változat (Magyar Televízió) | Leírás |
| ----------- | ----------------- | -------------------------- | ------------------------------------- | --- |
| Cally Stone | Paula Brancati    | Bogdányi Titanilla         | Molnár Ilona                          | Lance ikertestvére, csinos és büszkélkedő. Azt gondolná, hogy a képregényekben új világokba kerülhet.                                                           |
| Lance Stone | Alex House        | Szabó Máté                 | Baráth István                         | Cally ikertestvére, jobban szereti a videójátékokat és a képregényeket az átlagos emberekhez képest. A nővérétől eltérően nagyon szégyenlős és uralkodik magán. |
| Dizzy       | Jonathan Malen    | Jelinek Márk               | Szokol Péter                          | Lance legjobb barátja, aki szédítő. |
| Sage        | Danielle Miller   | Simonyi Piroska            | Szabó Zselyke                         | Lance barátnője, aki nem látja a természetfölötti eseményeket maga körül.                                                                                       |
| Doyle       | Mark Ellis        | ?                          | ?                                     | Lance és Cally gyanús ismerőse, aki sok időt tölt a boltban, amit találkozóhelyként használ kiválasztott klubért.                                               |
| Omen        | Kristopher Turner | ?                          | ?                                     | Doyle ismerőse, akit békává varázsolt. |
| Annie       | Barbara Mamabolo  | Molnár Ilona               | ?                                     | Cally legjobb barátja. Callyval a képregények megjelenése óta nagyon gyakran harcol.                                                                            |
| Vern        | David Rendall     | Szalay Csongor             | ?                                     | Lance és Cally osztálytársa az iskolában. |
| Emmett      | Nathan Stephenson | ?                          | ?                                     | Cally szeretője, de a képregények miatt a kapcsolatuk véget ér.                                                                                                 |
| felolvasó   | felolvasó         | Bozai József               | ?                                     | - |

## Epizódok

### 1. évad
1. Sötét jóslat (Dark Oracle)
2. Maskarások (Masquerade)
3. A félhold találkozója (Meeting of the Quarter Moon)
4. Paintball varázslat (Paintball Wizard)
5. Divatkirálynő	(Fashion Queen)
6. A játék (Scavengers)
7. Összezavarva (Crushed)
8. Toborzás (Recruitment)
9. Sztárolva (Idolized)
10. Ketyegő órák (Ticking Clock)
11. Csapdában (Trapped)
12. Marionettek (Marionette)
13. A kör bezárul (Full Circle)

### 2. évad
1. A kazánházban (Boiler Room)
2. Tánc közben történt (It Happened at the Dance)
3. Homályban (Through a Glass Darkly)
4. A játszma (The Game)
5. Házibuli (House Party)
6. A cserkésző vadász (The Stalker)
7. A családtag (The Familiar)
8. A kempingezés (Boot Camp)
9. Szárazdajka (The Trouble with Babysitting)
10. A múlt kísértetei (Ghosts from the Past)
11. Kitaszítva (Life Interrupted)
12. Blaze nyomában (Trail Blaze)
13. Megváltás (Redemption)